# Hiroyuki Okita
Pour les articles homonymes, voir Okita.
Hiroyuki Okita (沖田 浩之, Okita Hiroyuki), né à Kawasaki (Kanagawa) le 7 janvier 1963 et mort dans cette ville le 27 mars 1999 est un acteur et chanteur japonais.

## Biographie
On ne sait pas grand chose de cet artiste à part qu'il était l'interprète de Moete Hero et de Fuyu No Lion, respectivement opening et ending de l'animé Olive et Tom. 
C'était également l'interprète de Kimi Ni Sasageru Lullaby (Cette Berceuse est pour Toi) dont la version instrumentale de la chanson est jouée dans l'épisode 69 "Le tigre brise sa cage" de l'animé Olive et Tom (Captain Tsubasa).
Il se pend le 27 mars 1999 à l'âge de 36 ans. On ne sait toujours pas la raison de son suicide.

## Filmographie partielle
- 1983 : Nihonkai daikaisen: Umi yukaba
- 1992 : O-Roshiya-koku suimu-tan
- 1995 : Le Fleuve profond (深い河, Fukai kawa?) de Kei Kumai
- 1996 : Gamera, l'attaque de la légion